# Stratum lucidum
Het stratum lucidum (Latijn: 'heldere laag' of 'doorzichtige laag') is een deel van de epidermis. Deze laag bestaat uit afgeplatte, dicht opeengepakte cellen gevuld met keratine.
Het stratum lucidum is vooral terug te vinden op de handpalm en de voetzool, het dient vooral als extra bescherming.
Het ligt tussen het stratum corneum en het stratum granulosum.

## Structuur en samenstelling
Deze laag bestaat uit enkele lagen platte, dode huidcellen zonder kernen en organellen. Deze cellen bevatten een doorschijnend eiwit genaamd eleidine, dat helpt bij het verstevigen en waterbestendig maken van de huid. Het stratum lucidum is verantwoordelijk voor de transparante en lichte uitstraling van de huid op de handpalmen en voetzolen.

## Functie
Het voornaamste doel van het stratum lucidum is het bieden van extra bescherming aan de huid, met name op gebieden die onderhevig zijn aan veel wrijving. Het helpt de huid stevig en waterbestendig te maken, waardoor deze beter bestand is tegen externe invloeden.